# Río Huaura
El Huaura es un río de la vertiente del  océano Pacífico ubicado en la zona central del Perú. Tiene una longitud de 156 km.
Nace en la vertiente occidental de la cordillera de los Andes. En el valle se asientan las ciudades de Huaura y Huacho. Su régimen es irregular y tormentoso. La medida convencional anual es de 27,12 m³/s. La cuenca tiene una extensión de 4770 km².